# Lou Ferrigno Jr.
Louis Jude Ferrigno Jr. (nascido em 10 de novembro de 1984) é um ator americano. Ele é mais conhecido por seu papel na série de televisão SWAT, da CBS, como Donovan Rocker, um líder de equipe da SWAT e oficial condecorado. Ele também é conhecido por seus papéis em Nicky, Ricky, Dicky & Dawn, Teen Wolf e How I Met Your Mother. Suas outras aparições incluem The Rookie e 9-1-1.

## Biografia
Ferrigno nasceu em Santa Monica, Califórnia, filho do ator e fisiculturista Lou Ferrigno e da atriz Carla (Green) Ferrigno. Seu pai é descendente de italianos, sua mãe tem ascendência sueca e irlandesa. No ensino médio, Ferrigno estudou na Loyola High School, no centro de Los Angeles, e depois se transferiu para a Notre Dame, em Sherman Oaks, Califórnia.
Ferrigno cursou a faculdade na Universidade do Sul da Califórnia, graduando-se em 2007 com B.A. em Comunicação pela Annenberg School for Communication e especialização em Direito Empresarial. Depois de sofrer uma lesão no joelho que encerrou sua carreira como linebacker walk-on do USC Trojans, campeão do Rose Bowl de 2007, seu foco imediatamente mudou para atuação e improvisação.

## Carreira
Ferrigno começou sua carreira no entretenimento como modelo fitness e ator comercial. Estudando intensivamente a técnica Meisner de atuação dramática e comédia improvisada no Improv Olympic (iO West) e no Upright Citizens Brigade (UCB) em Los Angeles, ele logo conseguiu comerciais nacionais para Comcast (2013), Carl's Jr. (2014), Oscar Mayer (2015), Honda (2015), T-Mobile (2016), Mopar (2016), Navy Federal Credit Union (2016), Subway (2017) e Dr Pepper (2018), entre outros.
Ferrigno fez sua estreia na televisão em 2013 na novela diurna de longa duração, Days of Our Lives. Desde então, ele conseguiu vários papéis recorrentes em programas de sucesso, como How I Met Your Mother, Agents of SHIELD, Teen Wolf, The Young and the Restless, Nicky, Ricky, Dicky & Dawn, Mutt & Stuff, 9-1-1 e a série reboot de SWAT. Ele apareceu como Homem-Hora na série Stargirl, da DC Universe/The CW, que estreou em 2020. Em 2023, Ferrigno estrelou um papel recorrente como Ryan na terceira temporada da série Outer Banks, da Netflix.

## Filmografia

### Cinema
| Ano  | Título                   | Personagem      | Notas                                        |
| ---- | ------------------------ | --------------- | -------------------------------------------- |
| 2012 | 1313: Hercules Unbound!  | Zeus            | Filme lançado diretamente em mídia doméstica |
| 2012 | 1313: Night of the Widow | Konner          | Filme lançado diretamente em mídia doméstica |
| 2014 | Basically                | Beach Lover     | Filme curto                                  |
| 2014 | The Hunter Games         | Big Jackson     | Filme curto                                  |
| 2017 | Muse                     | Jason Block     |                                              |
| 2017 | Urban Myths              | Mr. Mandl       |                                              |
| 2017 | The Choice               | Mark            | Filme curto                                  |
| 2017 | Anabolic Life            | Oficial Killian |                                              |
| 2018 | Wrong Side of 25         | Todd            | Filme curto                                  |
| 2019 | Nation's Fire            | Paleface        |                                              |
| 2019 | The Experience           | Michael         |                                              |
| 2020 | Legend of the Muse       | Jason           |                                              |
| 2020 | Guest House              | Kip Werner      |                                              |
| 2021 | Dreamcatcher             | Colton          |                                              |
| 2021 | Final Frequency          | Frank Jones     |                                              |
| 2022 | Nightshade               | Ben Hays        |                                              |
| 2022 | Resisting Roots          | Trent           |                                              |
| 2022 | Blackout                 | Jackson Jacobs  |                                              |
| 2024 | Impulse                  | David Gilligan  |                                              |

### Televisão
| Ano             | Título                        | Papel               | Notas                                     |
| --------------- | ----------------------------- | ------------------- | ----------------------------------------- |
| 2013            | Days of Our Lives             | Cara bêbado         | 1 episódio                                |
| 2013–2014       | How I Met Your Mother         | Louis               | 3 episódios                               |
| 2014            | The Mindy Project             | Cheesy Guy          | Episódio: "L.A."                          |
| 2014            | Off the Record                | Officer Kilroy      | Filme televisivo                          |
| 2014            | Teen Wolf                     | Delegado Haigh      | 2 episódios                               |
| 2014            | Agents of S.H.I.E.L.D.        | Agente Hauer        | Episódio: "The Things We Bury"            |
| 2014            | NCIS                          | Dave Lancellotti    | Episódio: "Semper Fortis"                 |
| 2015            | Nashville                     | Chad                | Episódio: "The Storm Has Just Begun"      |
| 2015            | Earthfall                     | Soldado #3          | Filme televisivo                          |
| 2015            | The Young and the Restless    | Oficial Kramer      | 5 episódios                               |
| 2015            | The Exes                      | Aaron               | Episódio: "Gone Girls"                    |
| 2015            | Scary Endings                 | O lobisomem         | Episódio: "Yummy Meat: A Halloween Carol" |
| 2015–2018       | Nicky, Ricky, Dicky & Dawn    | Jett Masterson      | 3 episódios                               |
| 2016            | Bones                         | Drew Poppleton      | Episódio: "The Head in the Abutment"      |
| 2016–2017       | Mutt & Stuff                  | Super Sammy         | Dublador; 4 episódios                     |
| 2016            | Rush: Inspired by Battlefield | Tim McNulty         | Elenco principal                          |
| 2017            | Happily Never After           | Mark                | Filme televisivo                          |
| 2017            | NCIS: Los Angeles             | Victor Larmont      | Episódio: "From Havana with Love"         |
| 2017–presente   | S.W.A.T.                      | Donovan Rocker      | Papel recorrente; 32 episódios            |
| 2018–2019, 2024 | 9-1-1                         | Tommy Kinard        | Papel recorrente; 12 episódios            |
| 2019            | A Place Called Hollywood      | Josh                | Elenco principal                          |
| 2020            | The Rookie                    | Cantor              | Episódio: "Control"                       |
| 2020–2021       | Stargirl                      | Rex Tyler / Hourman | 4 episódios                               |
| 2022            | Old Flames Never Die          | Weston Wade         | Filme televisivo                          |
| 2023            | Outer Banks                   | Ryan                | 8 episódios                               |